# Compostela (Cebu)
Compostela ist eine philippinische Stadtgemeinde in der Provinz Cebu. Sie hat 47.898 Einwohner (Zensus 1. August 2015).
Compostela gehört zur Metropolregion Metro Cebu. Ein Campus der University of the Visayas liegt auf dem Gebiet der Gemeinde.

## Baranggays
Compostela ist politisch in 17 Barangays unterteilt.
| - Bagalnga - Basak - Buluang - Cabadiangan - Cambayog - Canamucan - Cogon - Dapdap - Estaca | - Lupa - Magay - Mulao - Panangban - Poblacion - Tag-ube - Tamiao - Tubigan |

## Referenz
- Amtliche Homepage von Cebu